# Illumination (álbum de Tristania)
Illumination es el quinto álbum de estudio de la banda gótica noruega Tristania, y fue lanzado el 30 de enero de 2007, siendo el último en el que apareció como cantante principal Vibeke Stene. 
Vorph de la banda suiza Samael apareció como vocalista invitado.
Tiene la particularidad de que Stene no interpretó las canciones de este disco en ninguna gira de conciertos (como se tenía previsto), en vista de que se marchó solo un mes después de lanzado por asuntos personales. Sólo lo hizo por una única vez en un concierto de despedida en la ciudad natal de la banda, Stavanger, mientras las fechas de presentaciones concretadas alrededor de Europa debieron ser canceladas.
El vídeo promocional "Sanguine Sky", el único sencillo publicado de este disco, no se pudo grabar por dicho inconveniente.

## Concepto musical
Al igual que su antecesor Ashes, este trabajo representó otro punto de inflexión en el estilo musical de la banda, para moverse hacia un sonido más melódico y firmemente anclado en el metal gótico, tras abandonar el grupo Kjetil Ingebrethsen, cuya voz desgarrada marcó en gran medida el estilo agresivo del disco anterior.
En consecuencia, Illumitanion no es tan abiertamente pesado, y las piezas son mucho más breves y menos elaboradas que lo usual. Según algunos especiistas, rememora en mucho el rock gótico de finales de los 80. Canciones como "Down" y "Sacrilege" son reminiscencias evocadoras de bandas de esa época, como los ingleses de The Sisters of Mercy en su orientación más pop. Las letras son oscuras y cargadas de pesimismo, como es lo conocido en Tristania.
En Illumination los vocales de Østen Bergøy son aún más notorios que en otros discos de la banda en la mayoría de las piezas, y algunas baladas son interpretadas íntegramente por Vibeke Stene, como "Destination Departure" o "Deadlands".
Sin lugar a dudas, este es el álbum de Tristania más suave, con las voces guturales cliché del death metal mantenidas hasta prácticamente el mínimo, mientras el tecladista Einar Moen toma un papel más decisivo en la ambientación de básicamente todas las canciones.

## Reediciones
Illumination se lanzó simúltaneamente en Europa y Estados Unidos, con dos versiones diferentes. Para el público europeo se incluyó el bonus track "In the wake", canción agresiva con los vocales guturales de Vorph y la voz limpia de Anders Høyvik Hidle, y un teclado hipnótico y repetitivo de Einar Moen. 
Para el mercado estadounidense, se incluyó otro bonus track:  "Ab Initio", una balada interpretada en solitario por Vibeke.

## Lista de canciones
| N.º | Título                  | Letras            | Música                                      | Duración |  |
| 1.  | «Mercyside»             | Østen Bergøy      | Anders Hidle, Einar Moen, Waldemar Sorychta | 4:39     |  |
| 2.  | «Sanguine Sky»          | Kjartan Hermansen | Hidle, Moen                                 | 3:50     |  |
| 3.  | «Open Ground»           | Bergøy            | Hidle, Moen                                 | 4:40     |  |
| 4.  | «The Ravens»            | Bergøy            | Hidle, Moen                                 | 5:06     |  |
| 5.  | «Destination Departure» | Moen              | Hidle, Moen                                 | 4:34     |  |
| 6.  | «Down»                  | Bergøy            | Hidle, Moen                                 | 4:32     |  |
| 7.  | «Fate»                  | Bergøy            | Hidle, Moen                                 | 4:59     |  |
| 8.  | «Lotus»                 | Bergøy            | Hidle, Moen                                 | 5:08     |  |
| 9.  | «Sacrilege»             | Moen              | Hidle, Moen                                 | 4:15     |  |
| 11. | «Deadlands»             | Bergøy            | Hidle, Moen                                 | 6:39     |  |

| European version |               |        |             |          |  |
| N.º              | Título        | Letras | Música      | Duración |  |
| 10.              | «In the Wake» | Bergøy | Hidle, Moen | 4:08     |  |

| North American version |             |        |             |          |  |
| N.º                    | Título      | Letras | Música      | Duración |  |
| 10.                    | «Ab Initio» | Bergøy | Hidle, Moen | 5:43     |  |

## Créditos
- Vibeke Stene - Voz
- Østen Bergøy - Voz
- Anders H. Hidle - Guitarra, Voz Limpia en "In The Wake"
- Svein Terje Solvang - Guitarra
- Rune Østerhus - Bajo
- Einar Moen - Sintetizadores y programación, Efecto Vocal en la canción #5
- Kenneth Olsson - Batería

Miembros de sesión:
- Vorph - Voz gutural en las canciones #1, #4 y "In The Wake"
- Petra Stalz - Violín
- Heike Haushalter - Violín
- Monika Malek - Viola
- Gesa Hangen - Chelo